# Pacific Coast Ranges
De Pacific Coast Ranges of het Pacific Mountain System is een groep bergketens langs de westkust van de Verenigde Staten en Canada, van Alaska tot in Noord- en Midden-Mexico. De Pacific Coast Ranges maken deel uit van de Noord-Amerikaanse Cordillera, waartoe ook de Rocky Mountains, Columbia Mountains, Interior Mountains, het Interior Plateau, de Sierra Nevada, de bergketens in het Grote Bekken en verschillende andere gebergtes, plateaus en bekkens horen. De Pacific Coast Ranges, echter, omvatten enkel de westelijkste bergen in die Cordillera, meer bepaald de St. Elias Mountains, Coast Mountains, Insular Mountains, Olympic Mountains, Cascade Range, Oregon Coast Range, California Coast Ranges, Transverse Ranges, Peninsular Ranges en de Westelijke Sierra Madre.

## Galerij

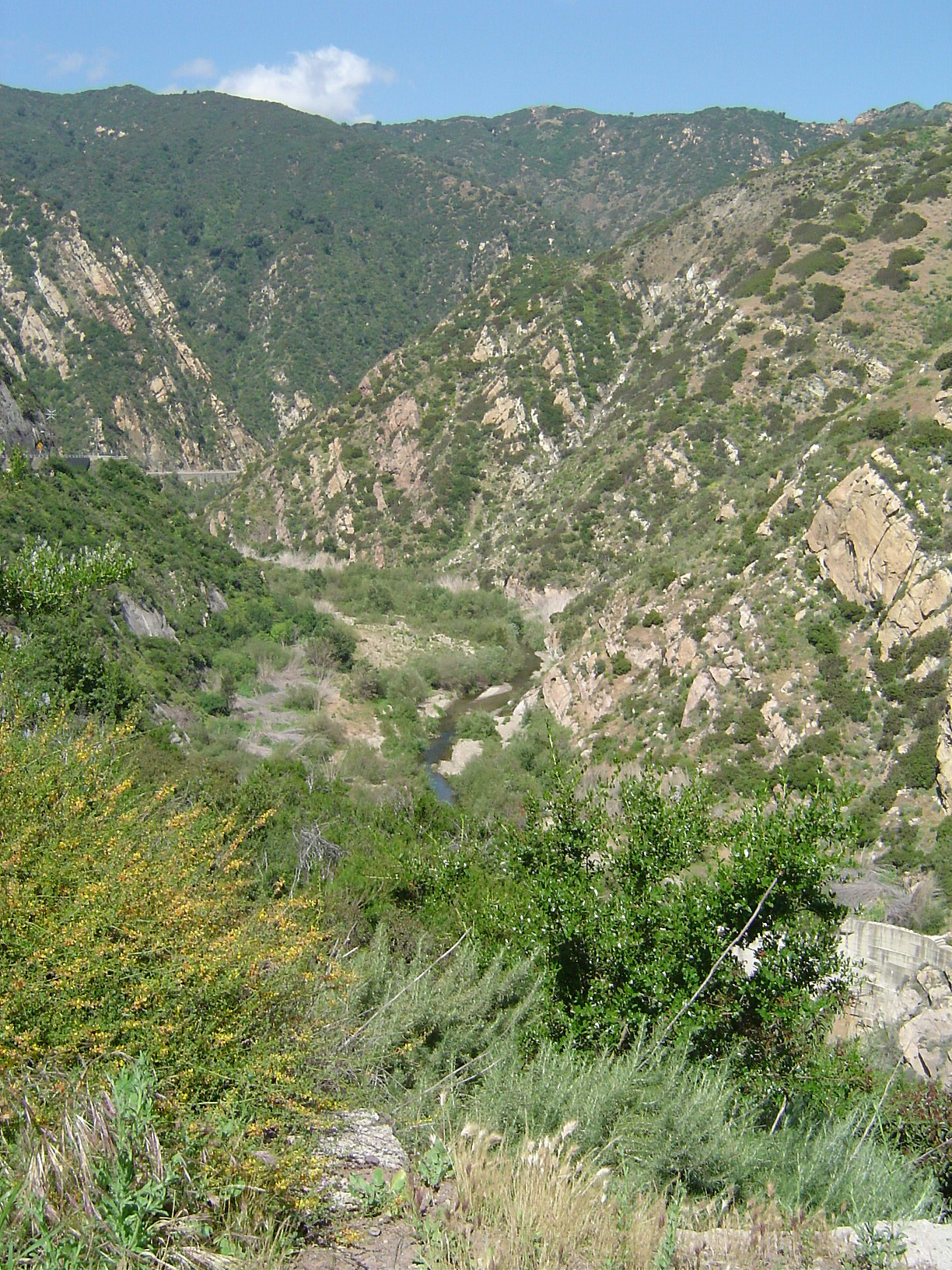
Malibukloof in de Santa Monica Mountains, Californië, 2003
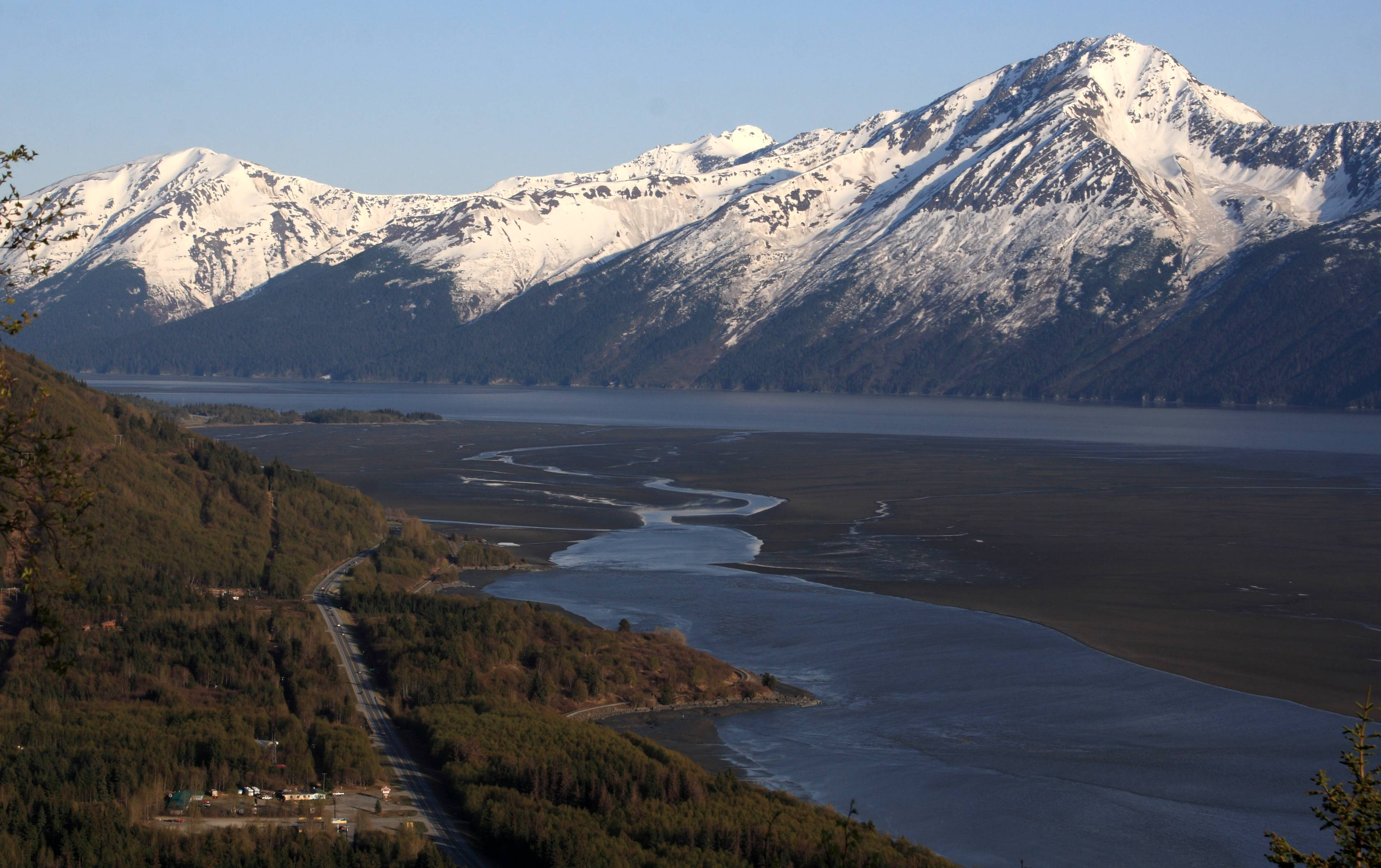
Kenaigebergte, Alaska
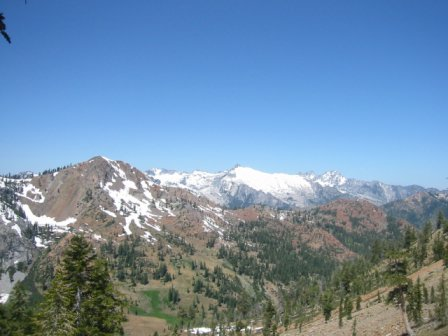
Trinity Alps, Noord-Californië
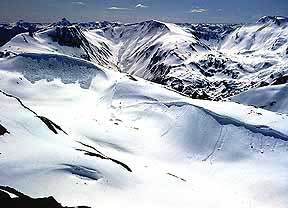
Juneau-ijsvlakte, Alaska
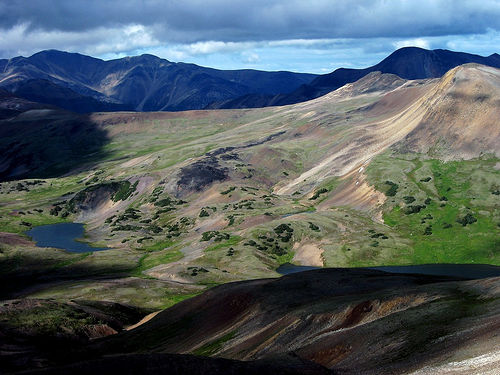
hellingen in het Rainbowgebergte, Brits-Columbia